# Sergej Toropov
Sergej Vladimirovitsj Toropov (Russisch: Сергей Владимирович Торопов) (Gorki, 15 oktober 1989) is een professionele basketbalspeler die speelde voor verschillende teams in Rusland.

## Carrière
Toropov begon zijn carrière bij Avtodor Saratov in 2006. Met die club won hij twee keer het Landskampioenschap van Rusland (divisie B) in 2009 en 2014. Ook werd hij derde in 2013. In 2011 werd hij voor één seizoen verhuurd aan Severstal Tsjerepovets. In 2014 stapte hij over naar Temp-SUMZ Revda. In 2015 verhuisde hij naar BK Samara. In 2016 stapte hij over naar MBA Moskou. Halverwege het seizoen 2017/18 ging hij spelen voor Nizjni Novgorod.

## Privé
In 2015 trouwde hij met basketbalspeelster Maria Chroestaljova.

## Erelijst
- Landskampioen Rusland: 2 (divisie B)
  - Winnaar: 2009, 2014
  - Derde: 2013
- Bekerwinnaar Rusland: 1
  - Winnaar: 2008
  - Runner-up: 2006